# 威廉 (莫尔坦伯爵)
威廉·德·蒙泰因（英文：William de Mortaigne），莫尔坦伯爵（死于1140年后），是英格兰的威廉一世的同母异父兄弟莫尔坦伯爵罗贝尔的儿子。在英国他有时被人（例如威廉·卡姆登）称作莫尔坦伯爵威廉（William, Earl of Moriton）。
从童年时代起，威廉就讨厌他的堂兄弟英格兰的亨利一世，他不但傲慢地向亨利要求自己父亲的莫尔坦和康沃尔伯爵爵位，还要求其叔叔巴約的厄德的肯特伯爵爵位。1103年，威廉穿越英格兰来到诺曼底， 并于1104年公开地反抗亨利，结果失去了他的英格兰封地。 在1106年的坦什布赖战役中，威廉和罗贝尔·柯索斯一起被俘获并被剥夺了莫尔坦领地。威廉被囚禁了很多年，但后来逃脱了，于1140年在柏孟塞修道院（Bermondsey Abbey）成为一名克吕尼僧侣。